# ジャネット・ゴドフリー
ジャネット・ゴドフリー（Janet Godfrey）は、イングランドの作詞家である。
1960年代に、R&B・ジャズ・バンドのグレアム・ボンド・オーガニゼーションとロック・バンドのクリームの楽曲に詩を提供した。

## 略歴
ゴドフリーは16歳の時に女友達のグループでロンドンのマーキー・クラブを訪れるようになり、そこでジャック・ブルースに出会った。二人は1964年9月26日に結婚した。
ブルースはグレアム・ボンド率いるグレアム・ボンド・オーガニゼーション（GBO）のベーシストだった。ゴドフリーはボンドのファン・クラブの秘書を務めた。GBOは1964年末にロバート・スティグウッドとマネージメントの契約を結び、数週間後にデッカのスタジオに入って彼のプロデュースでアルバム『ザ・サウンド・オブ・'65』を一週間で録音した。ゴドフリーとブルースは「ベイビー・メイク・ラヴ・トゥ・ミー」と「ベイビー・ビー・グッド・トゥ・ミー」を共作して提供し、ブルースはこれらの曲のヴォーカルも担当した。
ゴドフリーは、ブルースがジンジャー・ベイカー、エリック・クラプトンと結成したクリームのデビュー・アルバム『フレッシュ・クリーム』（1966年）で、ブルースと「スリーピィ・タイム」、ベイカーと「スウィート・ワイン」を共作した。
1970年代には、ブルースの4作目のソロ・アルバム『アウト・オブ・ザ・ストーム』（1974年）に収録された「ランニング・スルー・アワー・ハンズ」の作者に名を連ねた。
夫婦は1982年に離婚した。1969年生まれの長男ジョナスはキーボーディストだったが1997年に重篤な喘息発作で急逝した。1970年生まれの次男マルコムはギタリスト兼キーボーディストである。